# لجنة الأمم المتحدة العلمية المعنية بآثار الإشعاع الذري
لجنة الأمم المتحدة العلمية المعنية بآثار الإشعاع الذري (بالإنجليزية: United Nations Scientific Committee on the Effects of Atomic Radiation)‏ وتعرف اختصاراً (بالإنجليزية: UNSCEAR)‏ أنشئت بقرار من الجمعية العامة للأمم المتحدة في عام 1955. تم تعيين 21 دولة لتزويد العلماء للعمل كأعضاء في اللجنة التي تعقد اجتماعات رسمية سنويًا ويقدم تقريراً إلى الجمعية العامة. ليس لدى المنظمة أي سلطة لوضع معايير الإشعاع ولا تقديم توصيات فيما يتعلق بالتجارب النووية. تم تأسيسها فقط من أجل «تحديد التعرض الحالي لسكان العالم بدقة للإشعاع المؤين». تقوم أمانة صغيرة ، تقع في فيينا وترتبط وظيفيا ببرنامج الأمم المتحدة للبيئة ، بتنظيم الدورات السنوية وتدير إعداد الوثائق لتدقيق اللجنة.

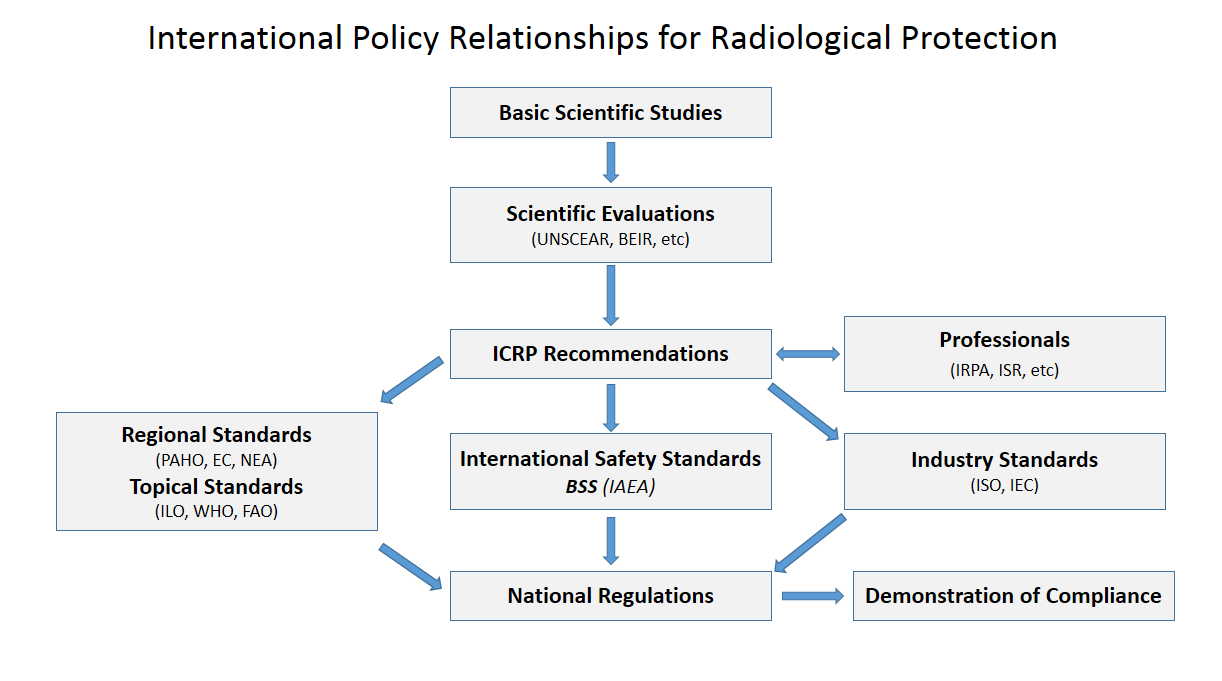
علاقات السياسة الدولية في الحماية الإشعاعية

## روابط خارجية
- موقع UNSCEAR
- منشورات UNSCEAR
- Appleyard، Ray (2010). "The birth of UNSCEAR—the midwife's tale". Journal of Radiological Protection. ج. 30 ع. 3: 621–626. DOI:10.1088/0952-4746/30/3/M01. PMID:20826894.